# Апасево
Апа́сево (рос. Апасево, башк. Апас) — присілок у складі Краснокамського району Башкортостану, Росія. Входить до складу Нікольської сільської ради.
Населення — 111 осіб (2010; 78 у 2002).
Національний склад:
- марійці — 96 %